# Joe Bryan
Joseph Edward ("Joe") Bryan (Bristol, 17 september 1993) is een Engels voetballer die doorgaans speelt als linksback. In juli 2023 verruilde hij Fulham voor Millwall.

## Clubcarrière
Bryan speelde in de jeugdopleiding van Bristol City. Deze doorliep hij en hij brak ook door bij die club. Voordat hij dat deed werd hij in november 2011 voor de duur van twee maanden verhuurd aan Bath City. Voor deze club speelde hij vier competitiewedstrijden, waarin hij eenmaal doel trof. Op 6 maart 2012 maakte de verdediger zijn debuut in het eerste elftal van Bristol. Op die dag werd met 3–2 gewonnen van Leicester City. Bryan mocht van coach Derek McInnes in de basis starten en hij werd in de negenenzestigste minuut naar de kant gehaald ten faveure van Albert Adomah. In maart 2013 werd de linksback voor de tweede maal verhuurd, ditmaal aan Plymouth Argyle.
Na zijn terugkeer bij Bristol degradeerde die club naar de League One. In deze competitie veroverde Bryan een basisplaats en na twee seizoenen promoveerde Bristol weer naar het Championship. In de zomer van 2018 verkaste Bryan voor circa 6,7 miljoen euro naar Fulham, waar hij zijn handtekening zette onder een verbintenis voor de duur van vier seizoenen, met een optie op een jaar extra. Aan het begin van het seizoen 2022/23 werd hij voor de rest van de jaargang verhuurd aan OGC Nice. Bryan speelde zes competitieduels voor Nice en in de zomer van 2023 stapte hij transfervrij over naar Millwall.

## Clubstatistieken
| Seizoen | Club              | Competitie      | Competitie | Competitie | Beker | Beker | Internationaal | Internationaal | Totaal | Totaal |
| Seizoen | Club              | Competitie      | Wed.       | Dlp.       | Wed.  | Dlp.  | Wed.           | Dlp.           | Wed.   | Dlp.   |
| ------- | ----------------- | --------------- | ---------- | ---------- | ----- | ----- | -------------- | -------------- | ------ | ------ |
| 2011/12 | → Bath City       | National League | 4          | 1          | 1     | 0     | —              | —              | 5      | 1      |
| 2011/12 | Bristol City      | Championship    | 1          | 0          | 0     | 0     | —              | —              | 1      | 0      |
| 2012/13 | Bristol City      | Championship    | 13         | 0          | 0     | 0     | —              | —              | 13     | 0      |
| 2012/13 | → Plymouth Argyle | League Two      | 10         | 1          | 0     | 0     | —              | —              | 10     | 1      |
| 2013/14 | Bristol City      | League One      | 21         | 2          | 7     | 1     | —              | —              | 28     | 3      |
| 2014/15 | Bristol City      | League One      | 41         | 6          | 9     | 1     | —              | —              | 50     | 7      |
| 2015/16 | Bristol City      | Championship    | 39         | 2          | 1     | 0     | —              | —              | 40     | 2      |
| 2016/17 | Bristol City      | Championship    | 44         | 1          | 5     | 0     | —              | —              | 49     | 1      |
| 2017/18 | Bristol City      | Championship    | 43         | 5          | 5     | 2     | —              | —              | 48     | 7      |
| 2018/19 | Bristol City      | Championship    | 1          | 0          | 0     | 0     | —              | —              | 1      | 0      |
| 2018/19 | Fulham            | Premier League  | 28         | 0          | 1     | 1     | —              | —              | 29     | 1      |
| 2019/20 | Fulham            | Championship    | 46         | 3          | 3     | 0     | —              | —              | 49     | 3      |
| 2020/21 | Fulham            | Premier League  | 16         | 1          | 3     | 0     | —              | —              | 19     | 1      |
| 2021/22 | Fulham            | Championship    | 15         | 0          | 4     | 0     | —              | —              | 19     | 0      |
| 2022/23 | Fulham            | Premier League  | 0          | 0          | 1     | 0     | —              | —              | 1      | 0      |
| 2022/23 | → OGC Nice        | Ligue 1         | 6          | 0          | 1     | 0     | 3              | 1              | 10     | 1      |
| 2023/24 | Millwall          | Championship    | 23         | 2          | 2     | 0     | —              | —              | 25     | 2      |
| 2024/25 | Millwall          | Championship    | 14         | 0          | 2     | 0     | —              | —              | 16     | 0      |
| Totaal  | Totaal            | Totaal          | 365        | 24         | 45    | 5     | 3              | 1              | 413    | 30     |

Bijgewerkt op 28 november 2024.

## Erelijst
| Competitie   |              |              |              |              |
| Competitie   | Aantal       | Jaren        |              |              |
| Bristol City | Bristol City | Bristol City | Bristol City | Bristol City |
| ------------ | ------------ | ------------ | ------------ | ------------ |
| League One   | 1            | 2014/15      |              |              |
| EFL Trophy   | 1            | 2014/15      |              |              |
| Fulham       |              |              |              |              |
| Championship | 1            | 2021/22      |              |              |